# Alex Gimeno
Alex Gimeno  est un disc jockey et arrangeur américain de musique électronique.
Gimeno est né à Brooklyn, New York. Durant son enfance, lui et sa famille a déménagé à Miami Beach, où son père avait une résidence prolongée. Il est retourné à Brooklyn dans les années 1990.
Son père a travaillé comme musicien et a été membre d'une bande de flamenco appelé Los Chavales de España. Il a commencé à recueillir les disques phonographique comme un adolescent et dans ses propres mots "jamais cessé". En 2005, il possédait plus de 20 000 disques. Sa carrière musicale a commencé comme batteur.
Son premier album de musique a été publié en 1999, est intitulé "The Now Sound of Ursula 1000". Sur l'Internet il exploite également son projet sous le nom Ursula 1000. Le nom de Ursula 1000 est une référence à Ursula Andress, célèbre actrice suisse qui a joué une James Bond girl dans le premier film de James Bond Dr No en 1962.
Gimeno a publié une série d'albums, avec un mélange de sélection éclectique de groupes, à partir de morceaux classiques tels que The Beatles à la techno.
Actuellement il se produit comme disc jockey à Londres, San Francisco, Séoul et d'autres villes. Au moins une fois par mois, il séjourne à New York.

## Discographie
- The Now Sound of Ursula 1000 (1999)
- All Systems are Go Go (2000)
- Kinda' Kinky (2002)
- Ursadelica (2004)
- Here Comes Tomorrow (2006)
- Undressed ...Remixed (2008)
- Mystics (2009)
- Mondo Beyondo (2011)